# Montgeroult
Montgeroult és un municipi francès, situat al departament de Val-d'Oise i a la regió d'Illa de França. L'any 2007 tenia 425 habitants.
Forma part del cantó de Pontoise, del districte de Pontoise i de la Comunitat de comunes Vexin centre.

## Demografia

### Població
El 2007 la població de fet de Montgeroult era de 425 persones. Hi havia 156 famílies, de les quals 24 eren unipersonals (12 homes vivint sols i 12 dones vivint soles), 56 parelles sense fills, 72 parelles amb fills i 4 famílies monoparentals amb fills.
La població ha evolucionat segons el següent gràfic:
Habitants censats

### Habitatges
El 2007 hi havia 174 habitatges, 157 eren l'habitatge principal de la família, 8 eren segones residències i 9 estaven desocupats. 156 eren cases i 17 eren apartaments. Dels 157 habitatges principals, 128 estaven ocupats pels seus propietaris, 26 estaven llogats i ocupats pels llogaters i 3 estaven cedits a títol gratuït; 4 tenien una cambra, 11 en tenien dues, 25 en tenien tres, 31 en tenien quatre i 87 en tenien cinc o més. 112 habitatges disposaven pel capbaix d'una plaça de pàrquing. A 67 habitatges hi havia un automòbil i a 81 n'hi havia dos o més.

### Piràmide de població
La piràmide de població per edats i sexe el 2009 era:
| Homes | Edats   | Dones |
| ----- | ------- | ----- |
| 0     | 95 o +  | 0     |
| 0     | 90 a 94 | 0     |
| 0     | 85 a 89 | 0     |
| 0     | 80 a 84 | 4     |
| 4     | 75 a 79 | 0     |
| 8     | 70 a 74 | 4     |
| 4     | 65 a 69 | 4     |
| 8     | 60 a 64 | 8     |
| 12    | 55 a 59 | 12    |
| 12    | 50 a 54 | 12    |
| 24    | 45 a 49 | 20    |
| 12    | 40 a 44 | 16    |
| 24    | 35 a 39 | 24    |
| 16    | 30 a 34 | 24    |
| 12    | 25 a 29 | 16    |
| 12    | 20 a 24 | 24    |
| 8     | 15 a 19 | 24    |
| 20    | 10 a 14 | 12    |
| 32    | 5 a 9   | 16    |
| 20    | 0 a 4   | 8     |

## Economia
El 2007 la població en edat de treballar era de 291 persones, 220 eren actives i 71 eren inactives. De les 220 persones actives 209 estaven ocupades (115 homes i 94 dones) i 11 estaven aturades (4 homes i 7 dones). De les 71 persones inactives 26 estaven jubilades, 30 estaven estudiant i 15 estaven classificades com a «altres inactius».

### Ingressos
El 2009 a Montgeroult hi havia 156 unitats fiscals que integraven 420 persones, la mediana anual d'ingressos fiscals per persona era de 27.593 €.

### Activitats econòmiques
Dels 16 establiments que hi havia el 2007, 1 era d'una empresa de fabricació de material elèctric, 2 d'empreses de construcció, 1 d'una empresa de comerç i reparació d'automòbils, 2 d'empreses d'hostatgeria i restauració, 1 d'una empresa d'informació i comunicació, 2 d'empreses immobiliàries, 5 d'empreses de serveis, 1 d'una entitat de l'administració pública i 1 d'una empresa classificada com a «altres activitats de serveis».
Dels 3 establiments de servei als particulars que hi havia el 2009, 1 era un paleta, 1 empresa de construcció i 1 restaurant.
L'únic establiment comercial que hi havia el 2009 era una botiga de mobles.

## Equipaments sanitaris i escolars
El 2009 hi havia una escola elemental.

## Poblacions més properes
El següent diagrama mostra les poblacions més properes.